# Тальяны
Тальяны — посёлок Усольского района Иркутской области России. Административный центр муниципального образования «сельское поселение Тальянское».

## География
Посёлок Тальяны расположен на реке Тойсук в предгорье Восточного Саяна, в 98 километрах от районного центра г. Усолье-Сибирское.
Климат резко континентальный. Средняя температура января — −23 градуса, июля — +18…+20 градусов. Среднегодовая температура воздуха — −3,9 градусов. Выпадает 400 мм осадков в год.
Название Тальяны получили по ручью Большой Тальян — притоку Тойсука.

## Население
| 2002 | 2010  | 2011  | 2012  |
| ---- | ----- | ----- | ----- |
| 1191 | ↘1161 | ↗1162 | ↘1146 |